# Kriegerdenkmal (Bad Homburg)

Kriegerdenkmal

Das Kriegerdenkmal der Stadt Bad Homburg erinnert an die fünf Homburger Soldaten, die im Deutsch-Französischen Krieg von 1870/1871 gefallen waren. Es wurde von dem Baumeister Christian Holler entworfen und vom Bildhauer Jacob Mey ausgeführt. Die feierliche Enthüllung fand am 10. Mai 1875 statt. Als Stifter trat der örtliche Kriegerverein auf, der anlässlich der ersten Sedanfeier der Stadt gegründet worden war.
Das Denkmal wurde auf dem Waisenhausplatz im Zentrum der sogenannten Neustadt von Homburg errichtet. Es besteht aus einer etwa dreieinhalb Meter hohen Säule dorischer Ordnung aus rotem Sandstein. Sie sitzt auf einem würfelförmigen Steinsockel, der über mehrere Stufen erreichbar ist. An der Spitze schließt die Säule mit einem Kapitell ab, auf dem ein bekrönter preußischer Adler mit ausgebreiteten Schwingen thront.
Kunstgeschichtlich steht das Kriegerdenkmal von Bad Homburg in einer ganzen Reihe von ähnlichen Denkmalen, mit denen in den nach dem Krieg von 1866 von Preußen annektierten Gebieten der militärische Erfolg der preußischen Armee bildlich manifestiert werden sollte.
Das Denkmal steht als Kulturdenkmal unter Denkmalschutz.

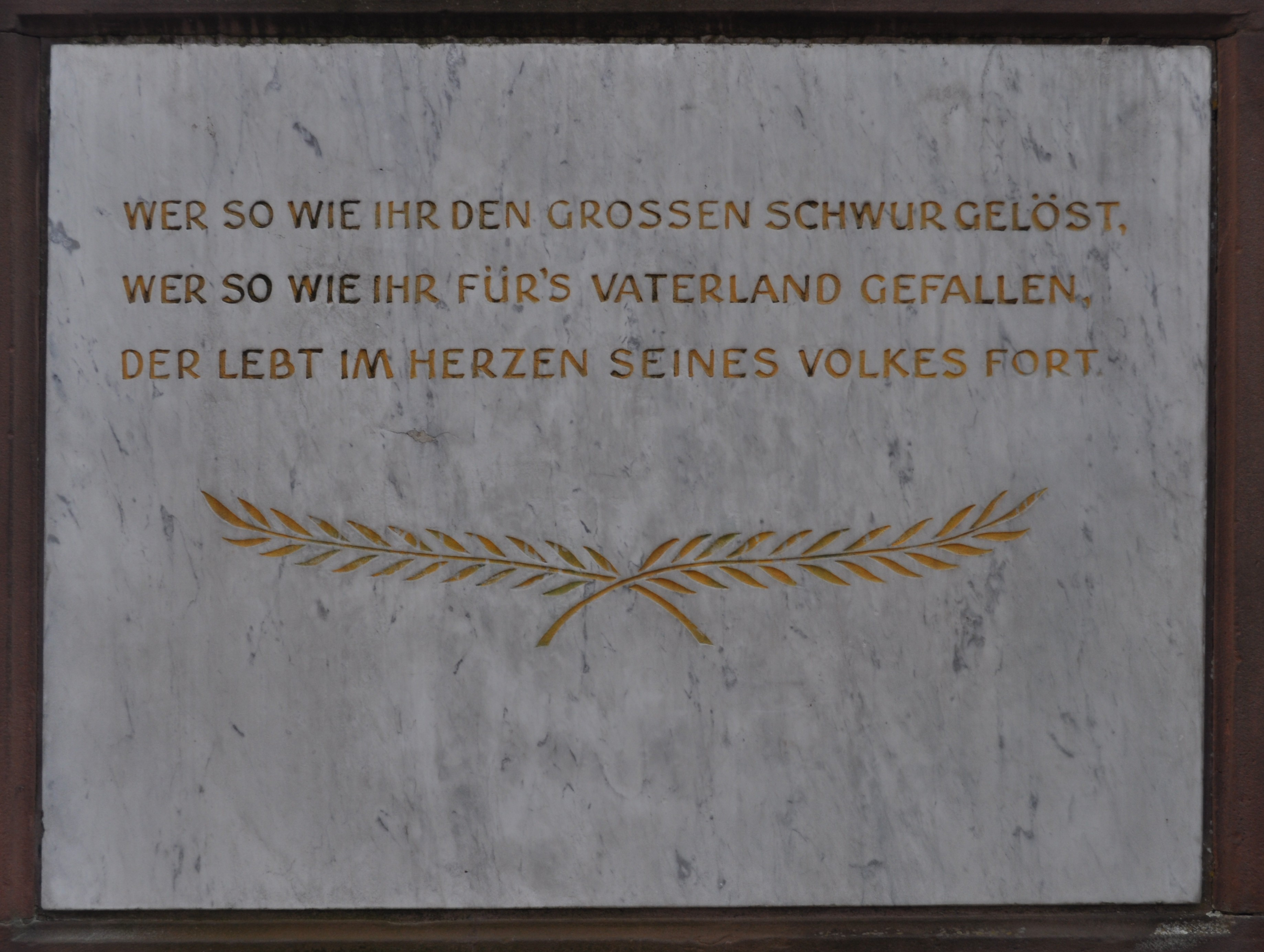
Seitentafel
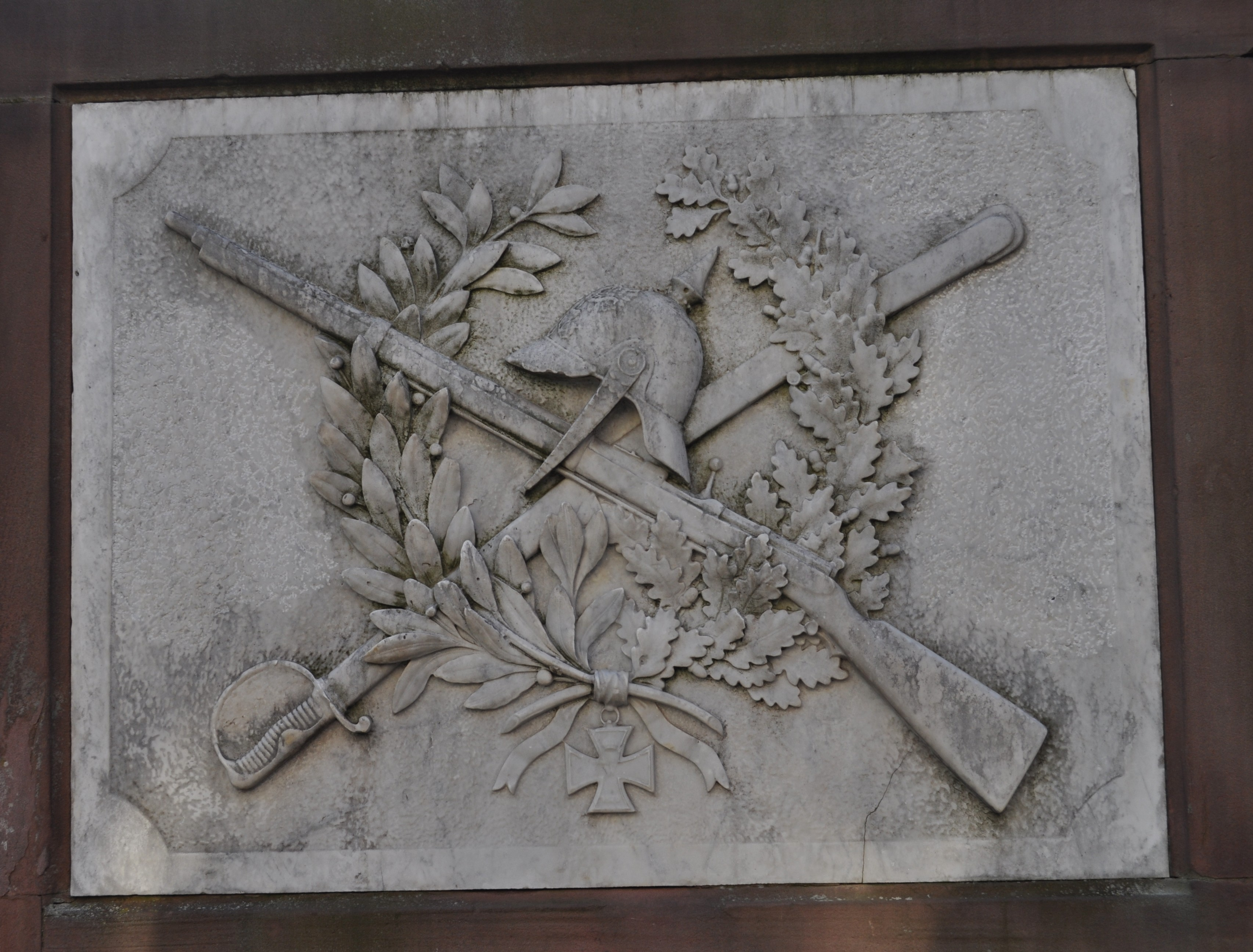
Fronttafel